# والتر کولیر واکر
والتر کولیر واکر (انگلیسی: Walter Walker; ۱۱ نوامبر ۱۹۱۲ – ۱۲ اوت ۲۰۰۱) فرد نظامی اهل بریتانیا بود. وی همچنین برندهٔ جوایزی همچون نشان حمام و نشان امپراتوری بریتانیا شده‌است.